# Phylloxiphia oberthueri
Phylloxiphia oberthueri är en fjärilsart som beskrevs av Rothschild och Jordan 1903. Phylloxiphia oberthueri ingår i släktet Phylloxiphia och familjen svärmare. Inga underarter finns listade i Catalogue of Life.